# Prêmio Nebula de Melhor Novela
O Prêmio Nebula de Melhor Novela é dado a cada ano pela Science Fiction and Fantasy Writers of America (SFWA) para novelas de ficção científica ou de fantasia. Uma obra de ficção é definida pela organização como uma novela se possui entre 17.500 e 40.000 palavras. Prêmios também são indicados para obras de mais longas nas categorias romance, e obras mais curtas nas categorias conto e novelette. Para ser elegível para ao Nebula, uma novela deve ter sido publicadoa em inglês nos Estados Unidos. Obras publicadas em inglês em outros lugares do mundo também são elegíveis, desde que sejam disponibilizadas em um site ou em uma edição eletrônica. O Prêmio Nebula de Melhor Novela tem sido atribuído anualmente desde 1966. Novelas publicadas por si podem ser elegíveis para o prêmio de romance, se o autor solicitar que a obra seja considerada como tal. O prêmio tem sido descrito como um dos "mais importantes prêmios da ficção científica" e "o equivalente da ficção científica e fantasia" ao Emmy.

## Processo de seleção
Os indicados e vencedores do Prêmio Nebula são escolhidos por membros da SFWA, embora os autores indicados não precisem ser membros. As obras são nomeadas todo ano, entre 15 de novembro e 15 de fevereiro, por autores membros da organização. As seis obras que receberem o maior número de nomeações formam a cédula de votação final, com a possibilidade de candidatos adicionais em caso de empate. Os membros podem votar na cédula de votação durante o mês de Março. Os resultados finais são apresentados na cerimônia de premiação do Prêmio Nebula em maio. Os autores não são autorizados a nomear suas próprias obras, e empates na votação final são quebrados, se possível, pelo número de nomeações recebidas pelas obras. Começando em 2009, as regras foram mudadas para o formato atual. Até então, o período de elegibilidade de candidaturas era definido como um ano após a data de publicação, o que permitia a possibilidade de nomeação de obras no ano-calendário seguinte ao da sua publicação para, depois, possivelmente ganharem o prêmio no ano-calendário posterior. Obras eram adicionadas a uma lista preliminar para o ano se elas tivessem dez ou mais indicações. A partir de uma votação nestas obras preliminares, criavasse uma cédula final, para a qual o painel de organização da SFWA estava autorizado a adicionar uma obra adicional.

## Estatísticas do prêmio
Durante as 52 nomeação anos, 167 autores tiveram obras nomeadas; 47 destes ganharam, incluindo co-autores e empates. Nancy Kress ganhou mais prêmios: quatro de oito indicações. Robert Silverberg, John Varley e Roger Zelazny ganharam duas vezes cada um de oito, duas e três indicações, respectivamente. Silverberg e Kress possuem mais indicações do que qualquer autor, com oito, seguidos por Lúcio Shepard e Michael Bispo, com sete, e Kate Wilhelm e Avram Davidson, com seis. Bishop tem o maior número de nomeações sem receber um prêmio de novelas, mas Wilhelm e Davidson também não ganharam o prêmio.

## Vencedores e nomeados
Na tabela a seguir, os anos correspondem à data da cerimônia, em vez de quando a novela foi publicada pela primeira vez. Cada ano contém um link para o artigo "ano na literatura" correspondente. Itens com um fundo azul e um asterisco (*) ao lado do nome do escritor ganharam o prêmio; aqueles com um fundo branco são os outros nomeados.
  *  Vencedores e vencedores em comum
| Ano  | Autor                  | Novela                                                               | Editora ou publicação                                              | Ref.   |
| ---- | ---------------------- | -------------------------------------------------------------------- | ------------------------------------------------------------------ | ------ |
| 1966 | Brian W. Aldiss*       | "The Saliva Tree"                                                    | The Magazine of Fantasy & Science Fiction                          | [ 5 ]  |
| 1966 | Roger Zelazny*         | "He Who Shapes"                                                      | Amazing Stories                                                    | [ 5 ]  |
| 1966 | Avram Davidson         | "Rogue Dragon"                                                       | The Magazine of Fantasy & Science Fiction                          | [ 5 ]  |
| 1966 | Samuel R. Delany       | The Ballad of Beta-2                                                 | Ace Books                                                          | [ 5 ]  |
| 1966 | C. C. MacApp           | "The Mercurymen"                                                     | Galaxy Science Fiction                                             | [ 5 ]  |
| 1966 | Frederik Pohl          | "Under Two Moons"                                                    | If                                                                 | [ 5 ]  |
| 1966 | A. E. van Vogt         | "Research Alpha"                                                     | If                                                                 | [ 5 ]  |
| 1966 | James H. Schmitz       | "Research Alpha"                                                     | If                                                                 | [ 5 ]  |
| 1966 | Cordwainer Smith       | "On the Storm Planet"                                                | Galaxy Science Fiction                                             | [ 5 ]  |
| 1967 | Jack Vance*            | "The Last Castle"                                                    | Galaxy Science Fiction                                             | [ 6 ]  |
| 1967 | Avram Davidson         | Clash of Star-Kings                                                  | Ace Books                                                          | [ 6 ]  |
| 1967 | Charles L. Harness     | "The Alchemist"                                                      | Analog Science Fact & Fiction                                      | [ 6 ]  |
| 1968 | Michael Moorcock*      | "Behold the Man"                                                     | New Worlds                                                         | [ 7 ]  |
| 1968 | Philip José Farmer     | "Riders of the Purple Wage"                                          | Dangerous Visions (Doubleday)                                      | [ 7 ]  |
| 1968 | Anne McCaffrey         | "Weyr Search"                                                        | Analog Science Fact & Fiction                                      | [ 7 ]  |
| 1968 | Robert Silverberg      | "Hawksbill Station"                                                  | Galaxy Science Fiction                                             | [ 7 ]  |
| 1968 | Theodore Sturgeon      | "If All Men Were Brothers, Would You Let One Marry Your Sister?"     | Dangerous Visions (Doubleday)                                      | [ 7 ]  |
| 1969 | Anne McCaffrey*        | "Dragonrider"                                                        | Analog Science Fact & Fiction                                      | [ 8 ]  |
| 1969 | Samuel R. Delany       | "Lines of Power"                                                     | The Magazine of Fantasy & Science Fiction                          | [ 8 ]  |
| 1969 | Keith Laumer           | "The Day Before Forever"                                             | The Day Before Forever and Thunderhead (Doubleday)                 | [ 8 ]  |
| 1969 | Dean McLaughlin        | "Hawk Among the Sparrows"                                            | Analog Science Fact & Fiction                                      | [ 8 ]  |
| 1969 | Robert Silverberg      | "Nightwings"                                                         | Galaxy Science Fiction                                             | [ 8 ]  |
| 1970 | Harlan Ellison*        | "A Boy and His Dog"                                                  | The Beast that Shouted Love at the Heart of the World (Avon Books) | [ 9 ]  |
| 1970 | Charles L. Harness     | "Probable Cause"                                                     | Orbit 4 (G. P. Putnam's Sons)                                      | [ 9 ]  |
| 1970 | Fritz Leiber           | "Ship of Shadows"                                                    | The Magazine of Fantasy & Science Fiction                          | [ 9 ]  |
| 1970 | Anne McCaffrey         | "Dramatic Mission"                                                   | Analog Science Fact & Fiction                                      | [ 9 ]  |
| 1970 | Robert Silverberg      | "To Jorslem"                                                         | Galaxy Science Fiction                                             | [ 9 ]  |
| 1971 | Fritz Leiber*          | "Ill Met in Lankhmar"                                                | The Magazine of Fantasy & Science Fiction                          | [ 10 ] |
| 1971 | Poul Anderson          | "The Fatal Fulfillment"                                              | The Magazine of Fantasy & Science Fiction                          | [ 10 ] |
| 1971 | James Blish            | "A Style in Treason"                                                 | Anywhen (Doubleday)                                                | [ 10 ] |
| 1971 | Harlan Ellison         | "The Region Between"                                                 | Galaxy Science Fiction                                             | [ 10 ] |
| 1971 | Clifford D. Simak      | "The Thing in the Stone"                                             | If                                                                 | [ 10 ] |
| 1971 | Kate Wilhelm           | "April Fool's Day Forever"                                           | Orbit 7 (G. P. Putnam's Sons)                                      | [ 10 ] |
| 1972 | Katherine MacLean*     | "The Missing Man"                                                    | Analog Science Fact & Fiction                                      | [ 11 ] |
| 1972 | Jerzy Kosinski         | Being There                                                          | Harcourt Brace Jovanovich                                          | [ 11 ] |
| 1972 | Keith Roberts          | "The God House"                                                      | New Worlds Quarterly #1                                            | [ 11 ] |
| 1972 | Kate Wilhelm           | "The Infinity Box"                                                   | Orbit 9 (G. P. Putnam's Sons)                                      | [ 11 ] |
| 1972 | Kate Wilhelm           | "The Plastic Abyss"                                                  | Abyss (Doubleday)                                                  | [ 11 ] |
| 1973 | Arthur C. Clarke*      | "A Meeting with Medusa"                                              | Playboy                                                            | [ 12 ] |
| 1973 | Phyllis Gotlieb        | "Son of the Morning"                                                 | The Magazine of Fantasy & Science Fiction                          | [ 12 ] |
| 1973 | Ursula K. Le Guin      | "The Word for World Is Forest"                                       | Again, Dangerous Visions (Doubleday)                               | [ 12 ] |
| 1973 | Richard A. Lupoff      | "With the Bentfin Boomer Boys on Little Old New Alabama"             | Again, Dangerous Visions (Doubleday)                               | [ 12 ] |
| 1973 | Frederik Pohl          | "The Gold at the Starbow's End"                                      | Analog Science Fact & Fiction                                      | [ 12 ] |
| 1973 | Gene Wolfe             | "The Fifth Head of Cerberus"                                         | Orbit 10 (G. P. Putnam's Sons)                                     | [ 12 ] |
| 1974 | Gene Wolfe*            | "The Death of Doctor Island"                                         | Universe 3 (Random House)                                          | [ 13 ] |
| 1974 | Michael Bishop         | "Death and Designation Among the Asadi"                              | If                                                                 | [ 13 ] |
| 1974 | Michael Bishop         | "The White Otters of Childhood"                                      | The Magazine of Fantasy & Science Fiction                          | [ 13 ] |
| 1974 | Jack Dann              | "Junction"                                                           | Fantastic                                                          | [ 13 ] |
| 1974 | Gardner Dozois         | "Chains of the Sea"                                                  | Chains of the Sea (Thomas Nelson)                                  | [ 13 ] |
| 1975 | Robert Silverberg*     | "Born with the Dead"                                                 | The Magazine of Fantasy & Science Fiction                          | [ 14 ] |
| 1975 | Michael Bishop         | "On the Street of the Serpents"                                      | Science Fiction Emphasis 1 (Ballantine Books)                      | [ 14 ] |
| 1975 | George R. R. Martin    | "A Song for Lya"                                                     | Analog Science Fact & Fiction                                      | [ 14 ] |
| 1976 | Roger Zelazny*         | "Home Is the Hangman"                                                | Analog Science Fact & Fiction                                      | [ 15 ] |
| 1976 | William K. Carlson     | "Sunrise West"                                                       | Vertex                                                             | [ 15 ] |
| 1976 | Lisa Tuttle            | "The Storms of Windhaven"                                            | Analog Science Fact & Fiction                                      | [ 15 ] |
| 1976 | George R. R. Martin    | "The Storms of Windhaven"                                            | Analog Science Fact & Fiction                                      | [ 15 ] |
| 1976 | James Tiptree, Jr.     | "A Momentary Taste of Being"                                         | The New Atlantis (Hawthorn Books)                                  | [ 15 ] |
| 1977 | James Tiptree, Jr.*    | "Houston, Houston, Do You Read?"                                     | Aurora: Beyond Equality (Gold Medal Books)                         | [ 16 ] |
| 1977 | Michael Bishop         | "The Samurai and the Willows"                                        | The Magazine of Fantasy & Science Fiction                          | [ 16 ] |
| 1977 | Richard Cowper         | "Piper at the Gates of Dawn"                                         | The Magazine of Fantasy & Science Fiction                          | [ 16 ] |
| 1977 | Gene Wolfe             | "The Eyeflash Miracles"                                              | Future Power (Random House)                                        | [ 16 ] |
| 1978 | Spider Robinson*       | "Stardance"                                                          | Analog Science Fact & Fiction                                      | [ 17 ] |
| 1978 | Jeanne Robinson*       | "Stardance"                                                          | Analog Science Fact & Fiction                                      | [ 17 ] |
| 1978 | Vonda N. McIntyre      | "Aztecs"                                                             | 2076: The American Tricentennial (Pyramid Books)                   | [ 17 ] |
| 1979 | John Varley*           | "The Persistence of Vision"                                          | The Magazine of Fantasy & Science Fiction                          | [ 18 ] |
| 1979 | Gene Wolfe             | "Seven American Nights"                                              | Orbit 20 (Harper & Row)                                            | [ 18 ] |
| 1980 | Barry B. Longyear*     | "Enemy Mine"                                                         | Asimov's Science Fiction                                           | [ 19 ] |
| 1980 | Samuel R. Delany       | "The Tale of Gorgik"                                                 | Asimov's SF Adventure Magazine                                     | [ 19 ] |
| 1980 | Frederik Pohl          | "Mars Masked"                                                        | Asimov's Science Fiction                                           | [ 19 ] |
| 1980 | Hilbert Schenck        | "The Battle of the Abaco Reefs"                                      | The Magazine of Fantasy & Science Fiction                          | [ 19 ] |
| 1980 | Joan D. Vinge          | "Fireship"                                                           | Analog Science Fact & Fiction                                      | [ 19 ] |
| 1980 | Richard Wilson         | "The Story Writer"                                                   | Destinies                                                          | [ 19 ] |
| 1981 | Suzy McKee Charnas*    | "Unicorn Tapestry"                                                   | New Dimensions 11 (Pocket Books)                                   | [ 20 ] |
| 1981 | Avram Davidson         | "There Beneath the Silky-Trees and Whelmed in Deeper Gulphs Than Me" | Other Worlds 2 (Zebra Books)                                       | [ 20 ] |
| 1981 | Gordon R. Dickson      | "Lost Dorsai"                                                        | Destinies                                                          | [ 20 ] |
| 1981 | Thomas M. Disch        | "The Brave Little Toaster"                                           | The Magazine of Fantasy & Science Fiction                          | [ 20 ] |
| 1981 | Marta Randall          | "Dangerous Games"                                                    | The Magazine of Fantasy & Science Fiction                          | [ 20 ] |
| 1981 | Michael Shea           | "The Autopsy"                                                        | The Magazine of Fantasy & Science Fiction                          | [ 20 ] |
| 1982 | Poul Anderson*         | "The Saturn Game"                                                    | Analog Science Fact & Fiction                                      | [ 21 ] |
| 1982 | Gregory Benford        | "Swarmer, Skimmer"                                                   | SF Digest                                                          | [ 21 ] |
| 1982 | Jack Dann              | "Amnesia"                                                            | The Berkley Showcase, Vol 3 (Berkley Books)                        | [ 21 ] |
| 1982 | Phyllis Eisenstein     | "In the Western Tradition"                                           | The Magazine of Fantasy & Science Fiction                          | [ 21 ] |
| 1982 | Vernor Vinge           | "True Names"                                                         | Binary Star 5 (Dell Publishing)                                    | [ 21 ] |
| 1982 | Kate Wilhelm           | "The Winter Beach"                                                   | Redbook                                                            | [ 21 ] |
| 1983 | John Kessel*           | "Another Orphan"                                                     | The Magazine of Fantasy & Science Fiction                          | [ 22 ] |
| 1983 | Fritz Leiber           | "Horrible Imaginings"                                                | Death (Playboy)                                                    | [ 22 ] |
| 1983 | Brad Linaweaver        | "Moon of Ice"                                                        | Amazing Stories                                                    | [ 22 ] |
| 1983 | George R. R. Martin    | "Unsound Variations"                                                 | Amazing Stories                                                    | [ 22 ] |
| 1983 | Joanna Russ            | "Souls"                                                              | The Magazine of Fantasy & Science Fiction                          | [ 22 ] |
| 1984 | Greg Bear*             | "Hardfought"                                                         | Asimov's Science Fiction                                           | [ 23 ] |
| 1984 | Michael Bishop         | "The Gospel According to Gamaliel Crucis"                            | Asimov's Science Fiction                                           | [ 23 ] |
| 1984 | Michael Bishop         | "Her Habiline Husband"                                               | Universe 13 (Doubleday)                                            | [ 23 ] |
| 1984 | Avram Davidson         | "Eszterhazy and the Autogóndola-Invention"                           | Amazing Stories                                                    | [ 23 ] |
| 1984 | Vonda N. McIntyre      | "Transit"                                                            | Asimov's Science Fiction                                           | [ 23 ] |
| 1984 | Robert Silverberg      | "Homefaring"                                                         | Amazing Stories                                                    | [ 23 ] |
| 1985 | John Varley*           | "Press ENTER"                                                        | Asimov's Science Fiction                                           | [ 24 ] |
| 1985 | Avram Davidson         | "Young Doctor Eszterhazy"                                            | Amazing Stories                                                    | [ 24 ] |
| 1985 | Nancy Kress            | "Trinity"                                                            | Asimov's Science Fiction                                           | [ 24 ] |
| 1985 | Frederik Pohl          | "The Greening of Bed-Stuy"                                           | The Magazine of Fantasy & Science Fiction                          | [ 24 ] |
| 1985 | Lucius Shepard         | "A Traveler's Tale"                                                  | Asimov's Science Fiction                                           | [ 24 ] |
| 1985 | Michael Swanwick       | "Marrow Death"                                                       | Asimov's Science Fiction                                           | [ 24 ] |
| 1986 | Robert Silverberg*     | "Sailing to Byzantium"                                               | Asimov's Science Fiction                                           | [ 25 ] |
| 1986 | Kim Stanley Robinson   | "Green Mars"                                                         | Asimov's Science Fiction                                           | [ 25 ] |
| 1986 | Bruce Sterling         | "Green Days in Brunei"                                               | Asimov's Science Fiction                                           | [ 25 ] |
| 1986 | James Tiptree, Jr.     | "The Only Neat Thing to Do"                                          | The Magazine of Fantasy & Science Fiction                          | [ 25 ] |
| 1986 | Kate Wilhelm           | "The Gorgon Field"                                                   | Asimov's Science Fiction                                           | [ 25 ] |
| 1986 | Roger Zelazny          | "24 Views of Mt. Fuji, by Hokusai"                                   | Asimov's Science Fiction                                           | [ 25 ] |
| 1987 | Lucius Shepard*        | "R&R"                                                                | Asimov's Science Fiction                                           | [ 26 ] |
| 1987 | Gregory Benford        | "Newton Sleep"                                                       | The Magazine of Fantasy & Science Fiction                          | [ 26 ] |
| 1987 | Kim Stanley Robinson   | "Escape from Kathmandu"                                              | Asimov's Science Fiction                                           | [ 26 ] |
| 1987 | Robert Silverberg      | "Gilgamesh in the Outback"                                           | Asimov's Science Fiction                                           | [ 26 ] |
| 1987 | F. Paul Wilson         | "Dydeetown Girl"                                                     | Far Frontiers 4 (Baen Books                                        | [ 26 ] |
| 1988 | Kim Stanley Robinson*  | "The Blind Geometer"                                                 | Asimov's Science Fiction                                           | [ 27 ] |
| 1988 | John M. Ford           | "Fugue State"                                                        | Under the Wheel (Baen Books)                                       | [ 27 ] |
| 1988 | Keith Roberts          | "The Tiger Sweater"                                                  | Fantasy & Science Fiction                                          | [ 27 ] |
| 1988 | Geoff Ryman            | The Unconquered Country                                              | Bantam Spectra                                                     | [ 27 ] |
| 1988 | Robert Silverberg      | "The Secret Sharer"                                                  | Asimov's Science Fiction                                           | [ 27 ] |
| 1988 | Walter Jon Williams    | "Witness"                                                            | Wild Cards (Bantam Spectra)                                        | [ 27 ] |
| 1989 | Connie Willis*         | "The Last of the Winnebagos"                                         | Asimov's Science Fiction                                           | [ 28 ] |
| 1989 | Bradley Denton         | "The Calvin Coolidge Home for Dead Comedians"                        | Fantasy & Science Fiction                                          | [ 28 ] |
| 1989 | Lucius Shepard         | The Scalehunter's Beautiful Daughter                                 | Asimov's Science Fiction                                           | [ 28 ] |
| 1989 | Norman Spinrad         | "Journals of the Plague Years"                                       | Full Spectrum (Bantam Spectra)                                     | [ 28 ] |
| 1989 | Walter Jon Williams    | "Surfacing"                                                          | Asimov's Science Fiction                                           | [ 28 ] |
| 1989 | Jane Yolen             | The Devil's Arithmetic                                               | Viking Kestrel                                                     | [ 28 ] |
| 1990 | Lois McMaster Bujold*  | "The Mountains of Mourning"                                          | Analog Science Fact & Fiction                                      | [ 29 ] |
| 1990 | John Crowley           | "Great Work of Time"                                                 | Novelty (Doubleday)                                                | [ 29 ] |
| 1990 | George Alec Effinger   | "Marîd Changes His Mind"                                             | Asimov's Science Fiction                                           | [ 29 ] |
| 1990 | Megan Lindholm         | "A Touch of Lavender"                                                | Asimov's Science Fiction                                           | [ 29 ] |
| 1990 | Judith Moffett         | "Tiny Tango"                                                         | Asimov's Science Fiction                                           | [ 29 ] |
| 1990 | Howard Waldrop         | A Dozen Tough Jobs                                                   | Mark V. Ziesing                                                    | [ 29 ] |
| 1991 | Joe Haldeman*          | "The Hemingway Hoax"                                                 | Asimov's Science Fiction                                           | [ 30 ] |
| 1991 | Lois McMaster Bujold   | "Weatherman"                                                         | Analog Science Fact & Fiction                                      | [ 30 ] |
| 1991 | Pat Cadigan            | "Fool to Believe"                                                    | Asimov's Science Fiction                                           | [ 30 ] |
| 1991 | James Patrick Kelly    | "Mr. Boy"                                                            | Asimov's Science Fiction                                           | [ 30 ] |
| 1991 | Pat Murphy             | "Bones"                                                              | Asimov's Science Fiction                                           | [ 30 ] |
| 1992 | Nancy Kress*           | "Beggars in Spain"                                                   | Asimov's Science Fiction                                           | [ 31 ] |
| 1992 | Paul Ash               | "Man Opening a Door"                                                 | Analog Science Fact & Fiction                                      | [ 31 ] |
| 1992 | Michael Bishop         | Apartheid, Superstrings, and Mordecai Thubana                        | Axolotl Press                                                      | [ 31 ] |
| 1992 | Mike Resnick           | Bully!                                                               | Asimov's Science Fiction                                           | [ 31 ] |
| 1992 | Kristine Kathryn Rusch | The Gallery of His Dreams                                            | Asimov's Science Fiction                                           | [ 31 ] |
| 1992 | Connie Willis          | "Jack"                                                               | Asimov's Science Fiction                                           | [ 31 ] |
| 1993 | James Morrow*          | City of Truth                                                        | St. Martin's Press                                                 | [ 32 ] |
| 1993 | Emma Bull              | "Silver or Gold"                                                     | After the King: Stories in Honor of J.R.R. Tolkien (Tor Books)     | [ 32 ] |
| 1993 | Bradley Denton         | "The Territory"                                                      | Fantasy & Science Fiction                                          | [ 32 ] |
| 1993 | Jerry Oltion           | "Contact"                                                            | Analog Science Fiction and Fact                                    | [ 32 ] |
| 1993 | Lee Goodloe            | "Contact"                                                            | Analog Science Fiction and Fact                                    | [ 32 ] |
| 1993 | Maureen F. McHugh      | "Protection"                                                         | Asimov's Science Fiction                                           | [ 32 ] |
| 1993 | Lucius Shepard         | "Barnacle Bill the Spacer"                                           | Asimov's Science Fiction                                           | [ 32 ] |
| 1993 | Michael Swanwick       | Griffin's Egg                                                        | Asimov's Science Fiction                                           | [ 32 ] |
| 1994 | Jack Cady*             | "The Night We Buried Road Dog"                                       | Fantasy & Science Fiction                                          | [ 33 ] |
| 1994 | Ray Aldridge           | "The Beauty Addict"                                                  | Full Spectrum 4 (Bantam Spectra)                                   | [ 33 ] |
| 1994 | Nancy Kress            | "Dancing on Air"                                                     | Asimov's Science Fiction                                           | [ 33 ] |
| 1994 | G. David Nordley       | "Into the Miranda Rift"                                              | Analog Science Fiction and Fact                                    | [ 33 ] |
| 1994 | Kate Wilhelm           | Naming the Flowers                                                   | Fantasy & Science Fiction                                          | [ 33 ] |
| 1994 | Walter Jon Williams    | Wall, Stone, Craft                                                   | Fantasy & Science Fiction                                          | [ 33 ] |
| 1995 | Mike Resnick*          | "Seven Views of Olduvai Gorge"                                       | Fantasy & Science Fiction                                          | [ 34 ] |
| 1995 | Harlan Ellison         | Mefisto In Onyx                                                      | Omni                                                               | [ 34 ] |
| 1995 | Nina Kiriki Hoffman    | "Haunted Humans"                                                     | Fantasy & Science Fiction                                          | [ 34 ] |
| 1995 | Ursula K. Le Guin      | "Forgiveness Day"                                                    | Asimov's Science Fiction                                           | [ 34 ] |
| 1995 | Geoff Ryman            | "Fan"                                                                | Unconquered Countries (St. Martin's Press)                         | [ 34 ] |
| 1995 | Michael Swanwick       | "Cold Iron"                                                          | Asimov's Science Fiction                                           | [ 34 ] |
| 1996 | Elizabeth Hand*        | "Last Summer at Mars Hill"                                           | Fantasy & Science Fiction                                          | [ 35 ] |
| 1996 | Gregory Benford        | "Soon Comes Night"                                                   | Asimov's Science Fiction                                           | [ 35 ] |
| 1996 | Nicola Griffith        | "Yaguara"                                                            | Asimov's Science Fiction                                           | [ 35 ] |
| 1996 | Mike Resnick           | "Bibi"                                                               | Asimov's Science Fiction                                           | [ 35 ] |
| 1996 | Susan Shwartz          | "Bibi"                                                               | Asimov's Science Fiction                                           | [ 35 ] |
| 1996 | Brian Stableford       | "Mortimer Gray's History of Death"                                   | Asimov's Science Fiction                                           | [ 35 ] |
| 1997 | Jack Dann*             | "Da Vinci Rising"                                                    | Asimov's Science Fiction                                           | [ 36 ] |
| 1997 | Ursula K. Le Guin      | "A Woman's Liberation"                                               | Asimov's Science Fiction                                           | [ 36 ] |
| 1997 | George R. R. Martin    | "Blood of the Dragon"                                                | Asimov's Science Fiction                                           | [ 36 ] |
| 1997 | Jack McDevitt          | "Time Travelers Never Die"                                           | Asimov's Science Fiction                                           | [ 36 ] |
| 1997 | Maureen F. McHugh      | "The Cost to Be Wise"                                                | Starlight 1 (Tor Books)                                            | [ 36 ] |
| 1997 | Allen Steele           | "The Death of Captain Future"                                        | Asimov's Science Fiction                                           | [ 36 ] |
| 1998 | Jerry Oltion*          | "Abandon in Place"                                                   | Fantasy & Science Fiction                                          | [ 37 ] |
| 1998 | Adam-Troy Castro       | "The Funeral March of the Marionettes"                               | Fantasy & Science Fiction                                          | [ 37 ] |
| 1998 | Paul Levinson          | "Loose Ends"                                                         | Analog Science Fiction and Fact                                    | [ 37 ] |
| 1998 | Robert Reed            | "Chrysalis"                                                          | Asimov's Science Fiction                                           | [ 37 ] |
| 1998 | Bud Sparhawk           | "Primrose and Thorn"                                                 | Analog Science Fiction and Fact                                    | [ 37 ] |
| 1998 | Allen Steele           | "…Where Angels Fear to Tread"                                        | Asimov's Science Fiction                                           | [ 37 ] |
| 1999 | Sheila Finch*          | "Reading the Bones"                                                  | Fantasy & Science Fiction                                          | [ 38 ] |
| 1999 | Catherine Asaro        | "Aurora in Four Voices"                                              | Analog Science Fiction and Fact                                    | [ 38 ] |
| 1999 | Avram Davidson         | The Boss in the Wall, A Treatise on the House Devil                  | Tachyon Publications                                               | [ 38 ] |
| 1999 | Grania Davis           | The Boss in the Wall, A Treatise on the House Devil                  | Tachyon Publications                                               | [ 38 ] |
| 1999 | Eliot Fintushel        | "Izzy and the Father of Terror"                                      | Asimov's Science Fiction                                           | [ 38 ] |
| 1999 | David Gerrold          | "Jumping Off the Planet"                                             | Science Fiction Age                                                | [ 38 ] |
| 1999 | Geoffrey A. Landis     | "Ecopoiesis"                                                         | Science Fiction Age                                                | [ 38 ] |
| 2000 | Ted Chiang*            | "Story of Your Life"                                                 | Starlight 2 (Tor Books)                                            | [ 39 ] |
| 2000 | Michael A. Burstein    | "Reality Check"                                                      | Analog Science Fiction and Fact                                    | [ 39 ] |
| 2000 | Adam-Troy Castro       | "The Astronaut from Wyoming"                                         | Analog Science Fiction and Fact                                    | [ 39 ] |
| 2000 | Jerry Oltion           | "The Astronaut from Wyoming"                                         | Analog Science Fiction and Fact                                    | [ 39 ] |
| 2000 | L. Timmel Duchamp      | "Living Trust"                                                       | Asimov's Science Fiction                                           | [ 39 ] |
| 2000 | Andy Duncan            | "The Executioners' Guild"                                            | Asimov's Science Fiction                                           | [ 39 ] |
| 2000 | David Marusek          | "The Wedding Album"                                                  | Asimov's Science Fiction                                           | [ 39 ] |
| 2001 | Linda Nagata*          | "Goddesses"                                                          | Sci Fiction                                                        | [ 40 ] |
| 2001 | Andy Duncan            | "Fortitude"                                                          | Realms of Fantasy                                                  | [ 40 ] |
| 2001 | Jonathan Lethem        | "Ninety Percent of Everything"                                       | Fantasy & Science Fiction                                          | [ 40 ] |
| 2001 | James Patrick Kelly    | "Ninety Percent of Everything"                                       | Fantasy & Science Fiction                                          | [ 40 ] |
| 2001 | John Kessel            | "Ninety Percent of Everything"                                       | Fantasy & Science Fiction                                          | [ 40 ] |
| 2001 | Mike Resnick           | "Hunting the Snark"                                                  | Asimov's Science Fiction                                           | [ 40 ] |
| 2001 | Lucius Shepard         | "Crocodile Rock"                                                     | Fantasy & Science Fiction                                          | [ 40 ] |
| 2001 | Walter Jon Williams    | "Argonautica"                                                        | Asimov's Science Fiction                                           | [ 40 ] |
| 2002 | Jack Williamson*       | "The Ultimate Earth"                                                 | Analog Science Fiction and Fact                                    | [ 41 ] |
| 2002 | Catherine Asaro        | "A Roll of the Dice"                                                 | Analog Science Fiction and Fact                                    | [ 41 ] |
| 2002 | Brenda W. Clough       | "May Be Some Time"                                                   | Analog Science Fiction and Fact                                    | [ 41 ] |
| 2002 | Jack Dann              | "The Diamond Pit"                                                    | Fantasy & Science Fiction                                          | [ 41 ] |
| 2002 | Lucius Shepard         | "Radiant Green Star"                                                 | Asimov's Science Fiction                                           | [ 41 ] |
| 2003 | Richard Chwedyk*       | "Bronte's Egg"                                                       | Fantasy & Science Fiction                                          | [ 42 ] |
| 2003 | Adam-Troy Castro       | "Sunday Night Yams at Minnie and Earl's"                             | Analog Science Fiction and Fact                                    | [ 42 ] |
| 2003 | Andy Duncan            | "The Chief Designer"                                                 | Asimov's Science Fiction                                           | [ 42 ] |
| 2003 | Charles Coleman Finlay | "The Political Officer"                                              | Fantasy & Science Fiction                                          | [ 42 ] |
| 2003 | Bud Sparhawk           | "Magic's Price"                                                      | Analog Science Fiction and Fact                                    | [ 42 ] |
| 2004 | Neil Gaiman*           | Coraline                                                             | HarperCollins                                                      | [ 43 ] |
| 2004 | Eleanor Arnason        | "The Potter of Bones"                                                | Asimov's Science Fiction                                           | [ 43 ] |
| 2004 | Kage Baker             | "The Empress of Mars"                                                | Asimov's Science Fiction                                           | [ 43 ] |
| 2004 | John Kessel            | "Stories for Men"                                                    | Asimov's Science Fiction                                           | [ 43 ] |
| 2004 | Ian R. MacLeod         | "Breathmoss"                                                         | Asimov's Science Fiction                                           | [ 43 ] |
| 2005 | Walter Jon Williams*   | "The Green Leopard Plague"                                           | Asimov's Science Fiction                                           | [ 44 ] |
| 2005 | Catherine Asaro        | "Walk in Silence"                                                    | Analog Science Fiction and Fact                                    | [ 44 ] |
| 2005 | Adam-Troy Castro       | "The Tangled Strings of the Marionettes"                             | Fantasy & Science Fiction                                          | [ 44 ] |
| 2005 | Vernor Vinge           | "The Cookie Monster"                                                 | Analog Science Fiction and Fact                                    | [ 44 ] |
| 2005 | Connie Willis          | "Just Like the Ones We Used to Know"                                 | Asimov's Science Fiction                                           | [ 44 ] |
| 2006 | Kelly Link*            | "Magic for Beginners"                                                | Fantasy & Science Fiction                                          | [ 45 ] |
| 2006 | Bud Sparhawk           | "Clay's Pride"                                                       | Analog Science Fiction and Fact                                    | [ 45 ] |
| 2006 | Robert J. Sawyer       | "Identity Theft"                                                     | Down These Dark Spaceways (Science Fiction Book Club)              | [ 45 ] |
| 2006 | Paul Witcover          | "Left of the Dial"                                                   | Sci Fiction                                                        | [ 45 ] |
| 2006 | Albert E. Cowdrey      | "The Tribes of Bela"                                                 | Fantasy & Science Fiction                                          | [ 45 ] |
| 2007 | James Patrick Kelly*   | Burn                                                                 | Tachyon Publications                                               | [ 46 ] |
| 2007 | Michael A. Burstein    | "Sanctuary"                                                          | Analog Science Fiction and Fact                                    | [ 46 ] |
| 2007 | Paul Melko             | "The Walls of the Universe"                                          | Asimov's Science Fiction                                           | [ 46 ] |
| 2007 | William Shunn          | "Inclination"                                                        | Asimov's Science Fiction                                           | [ 46 ] |
| 2008 | Nancy Kress*           | "Fountain of Age"                                                    | Asimov's Science Fiction                                           | [ 47 ] |
| 2008 | Judith Berman          | "Awakening"                                                          | Black Gate                                                         | [ 47 ] |
| 2008 | Matt Hughes            | "The Helper and His Hero"                                            | Fantasy & Science Fiction                                          | [ 47 ] |
| 2008 | Lucius Shepard         | "Stars Seen Through Stone"                                           | Fantasy & Science Fiction                                          | [ 47 ] |
| 2008 | Bruce Sterling         | "Kiosk"                                                              | Fantasy & Science Fiction                                          | [ 47 ] |
| 2008 | Gene Wolfe             | "Memorare"                                                           | Fantasy & Science Fiction                                          | [ 47 ] |
| 2009 | Catherine Asaro*       | "The Spacetime Pool"                                                 | Fantasy & Science Fiction                                          | [ 48 ] |
| 2009 | Gregory Benford        | "Dark Heaven"                                                        | Alien Crimes (Science Fiction Book Club)                           | [ 48 ] |
| 2009 | Kelley Eskridge        | "Dangerous Space"                                                    | Dangerous Space (Aqueduct Press)                                   | [ 48 ] |
| 2009 | Charles Coleman Finlay | "The Political Prisoner"                                             | Fantasy & Science Fiction                                          | [ 48 ] |
| 2009 | Vera Nazarian          | The Duke in His Castle                                               | Norilana Books                                                     | [ 48 ] |
| 2010 | Kage Baker*            | The Women of Nell Gwynne's                                           | Subterranean Press                                                 | [ 49 ] |
| 2010 | Carolyn Ives Gilman    | "Arkfall"                                                            | Fantasy & Science Fiction                                          | [ 49 ] |
| 2010 | Nancy Kress            | "Act One"                                                            | Asimov's Science Fiction                                           | [ 49 ] |
| 2010 | James Morrow           | Shambling Towards Hiroshima                                          | Tachyon Publications                                               | [ 49 ] |
| 2010 | Jason Sanford          | "Sublimation Angels"                                                 | Interzone                                                          | [ 49 ] |
| 2010 | John Scalzi            | The God Engines                                                      | Subterranean Press                                                 | [ 49 ] |
| 2011 | Rachel Swirsky*        | "The Lady Who Plucked Red Flowers beneath the Queen's Window"        | Subterranean Magazine                                              | [ 50 ] |
| 2011 | Paolo Bacigalupi       | The Alchemist                                                        | Subterranean Press                                                 | [ 50 ] |
| 2011 | J. Kathleen Cheney     | "Iron Shoes"                                                         | Alembical 2 (Paper Golem)                                          | [ 50 ] |
| 2011 | Ted Chiang             | The Lifecycle of Software Objects                                    | Subterranean Press                                                 | [ 50 ] |
| 2011 | Geoffrey A. Landis     | "The Sultan of the Clouds"                                           | Asimov's Science Fiction                                           | [ 50 ] |
| 2011 | Paul Park              | "Ghosts Doing the Orange Dance"                                      | Fantasy & Science Fiction                                          | [ 50 ] |
| 2012 | Kij Johnson*           | "The Man Who Bridged the Mist"                                       | Asimov's Science Fiction                                           | [ 51 ] |
| 2012 | Mary Robinette Kowal   | "Kiss Me Twice"                                                      | Asimov's Science Fiction                                           | [ 51 ] |
| 2012 | Catherynne M. Valente  | Silently and Very Fast                                               | Clarkesworld Magazine                                              | [ 51 ] |
| 2012 | Carolyn Ives Gilman    | "The Ice Owl"                                                        | Fantasy & Science Fiction                                          | [ 51 ] |
| 2012 | Ken Liu                | "The Man Who Ended History: A Documentary"                           | Panverse 3 (Panverse Publishing)                                   | [ 51 ] |
| 2012 | Adam-Troy Castro       | "With Unclean Hands"                                                 | Analog Science Fiction and Fact                                    | [ 51 ] |
| 2013 | Nancy Kress*           | After the Fall, Before the Fall, During the Fall                     | Tachyon Publications                                               | [ 52 ] |
| 2013 | Aliette de Bodard      | On a Red Station, Drifting                                           | Immersion Press                                                    | [ 52 ] |
| 2013 | Jay Lake               | "The Stars Do Not Lie"                                               | Asimov's Science Fiction                                           | [ 52 ] |
| 2013 | Ken Liu                | "All the Flavors"                                                    | GigaNotoSaurus                                                     | [ 52 ] |
| 2013 | Robert Reed            | "Katabasis"                                                          | Fantasy & Science Fiction                                          | [ 52 ] |
| 2013 | Lawrence M. Schoen     | "Barry's Tale"                                                       | Buffalito Buffet (Hadley Rille Books)                              | [ 52 ] |
| 2014 | Vylar Kaftan*          | "The Weight of the Sunrise"                                          | Asimov's Science Fiction                                           | [ 53 ] |
| 2014 | Andy Duncan            | "Wakulla Springs"                                                    | Tor.com                                                            | [ 53 ] |
| 2014 | Ellen Klages           | "Wakulla Springs"                                                    | Tor.com                                                            | [ 53 ] |
| 2014 | Nancy Kress            | "Annabel Lee"                                                        | New Under the Sun (Phoenix Pick)                                   | [ 53 ] |
| 2014 | Veronica Schanoes      | "Burning Girls"                                                      | Tor.com                                                            | [ 53 ] |
| 2014 | Lawrence M. Schoen     | "Trial of the Century"                                               | Lawrencemschoen.com                                                | [ 53 ] |
| 2014 | Catherynne M. Valente  | Six-Gun Snow White                                                   | Subterranean Press                                                 | [ 53 ] |
| 2015 | Nancy Kress*           | Yesterday's Kin                                                      | Tachyon Publications                                               | [ 54 ] |
| 2015 | Daryl Gregory          | We Are All Completely Fine                                           | Tachyon Publications                                               | [ 54 ] |
| 2015 | Ken Liu                | "The Regular"                                                        | Upgraded (Wyrm Publishing)                                         | [ 54 ] |
| 2015 | Mary Rickert           | "The Mothers of Voorhisville"                                        | Tor.com                                                            | [ 54 ] |
| 2015 | Lawrence M. Schoen     | Calendrical Regression                                               | NobleFusion Press                                                  | [ 54 ] |
| 2015 | Rachel Swirsky         | "Grand Jeté (The Great Leap)"                                        | Subterranean Magazine                                              | [ 54 ] |
| 2016 | Nnedi Okorafor*        | Binti                                                                | Tor.com                                                            | [ 55 ] |
| 2016 | C. S. E. Cooney        | The Bone Swans of Amandale                                           | Bone Swans Press                                                   | [ 55 ] |
| 2016 | Eugene Fischer         | "The New Mother"                                                     | Asimov's Science Fiction                                           | [ 55 ] |
| 2016 | Usman T. Malik         | "The Pauper Prince and the Eucalyptus Jinn"                          | Tor.com                                                            | [ 55 ] |
| 2016 | Kelly Robson           | "Waters of Versailles"                                               | Tor.com                                                            | [ 55 ] |
| 2016 | Beth Cato              | Wings of Sorrow and Bone                                             | Harper Voyager Impulse                                             | [ 55 ] |
| 2017 | S. B. Divya            | Runtime                                                              | Tor.com                                                            | [ 56 ] |
| 2017 | Kij Johnson            | The Dream-Quest of Vellitt Boe                                       | Tor.com                                                            | [ 56 ] |
| 2017 | Victor LaValle         | The Ballad of Black Tom                                              | Tor.com                                                            | [ 56 ] |
| 2017 | Seanan McGuire         | Every Heart a Doorway                                                | Tor.com                                                            | [ 56 ] |
| 2017 | John P. Murphy         | "The Liar"                                                           | Fantasy & Science Fiction                                          | [ 56 ] |
| 2017 | Kai Ashante Wilson     | A Taste of Honey                                                     | Tor.com                                                            | [ 56 ] |